# Radargrammetrie
Radargrammetrie ist eine Methode zur geometrischen Auswertung von Radarbildern, die weitgehende Analogien zur Photogrammetrie aufweist.

## Prinzip
Für Radarstrahlen und für Licht gelten die gleichen Gesetzmäßigkeiten wie für andere elektromagnetische Wellen auch. So findet die Ausbreitung der Wellen im Vakuum geradlinig statt. Die Ablenkung einer Welle erfolgt im Wesentlichen durch die Phänomene Reflexion, Streuung, Beugung und Brechung. Daher kann man in der Radargrammetrie zur Rekonstruktion der räumlichen Lage einzelner Punkte der Objekt- oder Erdoberfläche die aus der Photogrammetrie bekannten Methoden von Bildmessung und Bündelblockausgleichung verwenden.
Wegen der höheren erreichbaren geometrischen Auflösung wird heutzutage hauptsächlich Synthetic Aperture Radar (SAR) als abbildendes System im Mikrowellen-Bereich verwendet.

## Anwendungen
Hauptanwendung der radargrammetrischen Auswertung von SAR-Bildern ist die Erstellung dreidimensionaler digitaler Geländemodelle. Dieses Prinzip steht in direkter Konkurrenz zur SAR-Interferometrie.